# Modrzyc
Modrzyc (jid. מאָדזשיץ) – dynastia chasydzka, która została założona w 1891 roku w Modrzycach, niewielkiej wiosce leżącej pod Dęblinem (obecnie dzielnicy tego miasta) przez rabina Israela Tauba, syna cadyka Szmula Eliasza ze Zwolenia i wnuka Jechezkela Tauba z Kazimierza Dolnego.
Obecnie największe skupisko chasydów z Modrzyc znajduje się w Bene Berak, gdzie znajduje się dwór cadyka oraz w Jerozolimie. Mniejsze grupy żyją również w Brooklynie, Monsey i Far Rockaway w Nowym Jorku, Los Angeles i Toronto. Obecnie w Polsce nie żyje ani jeden przedstawiciel tej dynastii.

## Cadycy
- Jechezkel Taub z Kazimierza Dolnego
  - Szmul Eliasz Taub ze Zwolenia

1. Israel Taub (1849–1920)
2. Szaul Jedidja Elazar Taub (1886–1947)
3. Szmuel Elijahu Taub (1905–1984)
4. Israel Dan Taub (1928–2006)
5. Chaim Szaul Taub